# Chiesa di Santa Maria Assunta (Cavalese)
La chiesa di Santa Maria Assunta, o pieve di Santa Maria Assunta, è la parrocchiale di Cavalese, in provincia ed arcidiocesi di Trento; fa parte della zona pastorale di Fiemme e Fassa. Monumento tra i più antichi e importanti della Val di Fiemme, la chiesa matrice Santa Maria Assunta è la pieve territorialmente più vasta del Trentino.

## Storia
La prima citazione della pieve Cavalese risale ai Patti Ghebardini (dal nome del vescovo conte Ghebardo), firmati nel 1111, che sancirono l'istituzione della Magnifica Comunità di Fiemme; l'impianto originario della chiesa è quindi precedente a tale data.
In base a quanto rinvenuto durante gli scavi archeologici condotti tra il 2005 ed il 2006, si evince che l'edificio aveva pianta rettangolare e non era provvisto di abside. Alcuni documenti tramandano che la chiesa fu consacrata la domenica 17 maggio 1134, dal vescovo Altemanno ma ciò appare strano perché nel 1134 il 17 maggio non ricorreva di domenica: si ipotizza dunque che le possibili date corrette siano il 13 maggio di quello stesso anno o 17 maggio 1136 o 17 maggio 1142. Nel 1189 fu menzionato per la prima volta il campanile. Nel 1377 la chiesa divenne collegiata e, nel corso di quel secolo, le fu aggiunta l'abside. L'edificio è frutto di un rifacimento condotto nel tra il 1423 (o il 1446) ed il 1514; in quel periodo la torre campanaria venne sopraelevata da don Giovanni Giuseppe Alberti.. Dal 1670 la denominazione ufficiale della chiesa è a Santa Maria Assunta in Cielo, ma in precedenza cioè da quando la troviamo denominata per la prima volta in un documento del 1245 e per oltre quattro secoli, la dedicazione è sempre e solamente stata a Santa Maria, senza alcun altro appellativo.
Nel XVI secolo la chiesa fu abbellita e decorata con affreschi e dipinti e venne realizzata la sacrestia mentre il porticato fu edificato nel 1602. Nel 1676, il campanile, che aveva subito un intervento di restauro nel 1650, fu gravemente danneggiato da una folgore diventando oggetto di un complesso lavoro di rifacimento, condotto dal capomastro Giacomo Antoniazzo; la torre campanaria fu nuovamente rialzata nel 1710. Tra il 1804 ed il 1805 si attuò la riforma della zona presbiteriale che portò all'abbattimento dell'abside gotica i cui resti murari sono riemersi durante la ripavimentazione dell'edificio nel 1973 e vennero ricostruiti in stile neoclassico il presbiterio e l'abside. La chiesa fu nuovamente restaurata nel 1950.
Il 29 aprile 2003 la pieve fu gravemente danneggiata da un incendio che ha devastato il tetto, lasciando l'edificio mutilo del suo organismo di protezione. I grandi lavori di restauro hanno messo in sicurezza e consolidato sia il sacro edificio sia il campanile, che presentavano ingenti danni strutturali preesistenti all'evento.
I lavori di restauro hanno permesso una diagnosi per prevenire inevitabili successivi cedimenti. La pieve venne riaperta al culto il 16 settembre 2007.

## Descrizione

### Il prato della Pieve
La leggenda narra che il prato su cui sorge la chiesa apparteneva al signore di Castello che si lasciò convincere a donare tutto il territorio che un uomo fosse riuscito a falciare in un giorno. Un robusto cavalesano si mise all'opera e dall'alba al tramonto riuscì a falciare tutto il prato. Il signore, visto l'aiuto soprannaturale che aveva reso possibile lo sfalcio dell'erba di tutto il colle, donò ai cavalesani tutto il prato su cui poi venne eretta la pieve di Cavalese.

### Esterni

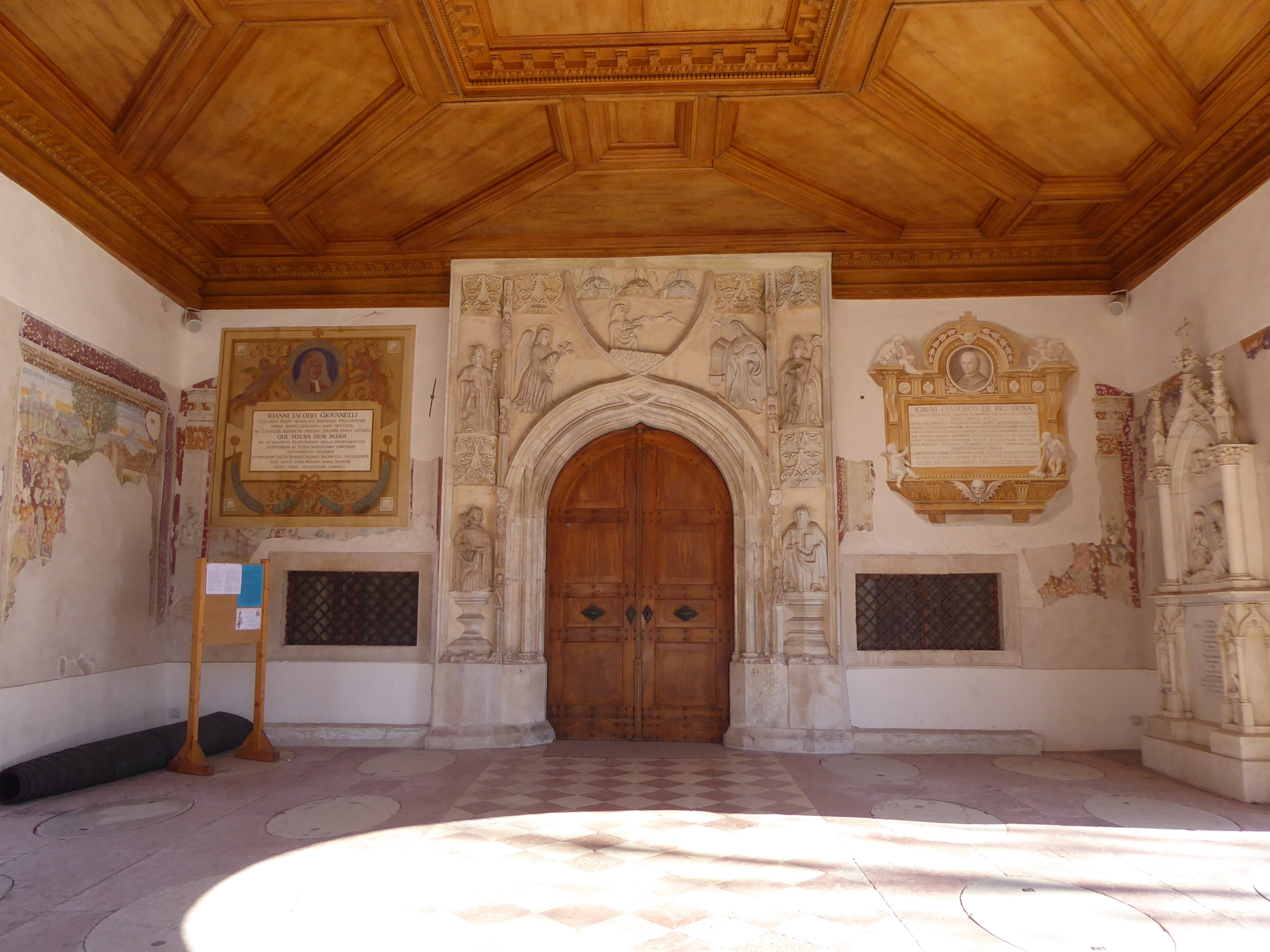
Portico della Chiesa Santa Maria Assunta di Cavalese

La fiancata sinistra è caratterizzata dall'emergere del corpo ribassato della quarta navata, aggiunta all'edificio nel 1610, e di quello poligonale della cappella del Rosario.
Esternamente si trova l'atrio, che risale al 1602 su grande ampliamento di quello antico, ancora leggibile sul prospetto del portale d'ingresso, probabilmente proveniente da un altro edificio sacro, che è stato posizionato dopo la costruzione della chiesa attuale e benedetto nel 1526. Nel portale scolpito in pietra si identificano a sinistra San Pietro e a destra San Paolo
e in alto la raffigurazione dell'Annunciazione non in forma tradizionale ma secondo l'eresia valentiniana. Con quell'eresia si negava che Cristo avesse anche natura umana, pertanto viene raffigurato Gesù Bambino di sola natura divina, già formato che porta la croce e che viene inviato alla Vergine da Dio Padre. .
Tra il 1680 e il 1690 circa don Giovanni Giuseppe Alberti dipinse i due riquadri con l'Angelo annunciante e la Madonna annunciata presenti all'esterno del portico. Successivamente furono affrescate le due edicole presenti sotto i menzionati riquadri dell'Alberti, assegnate a un anonimo maestro d'ambito fiemmese con una datazione compresa tra la fine del XVII e l'inizio del XVIII secolo e raffiguranti la Crocifissione e la Visitazione.

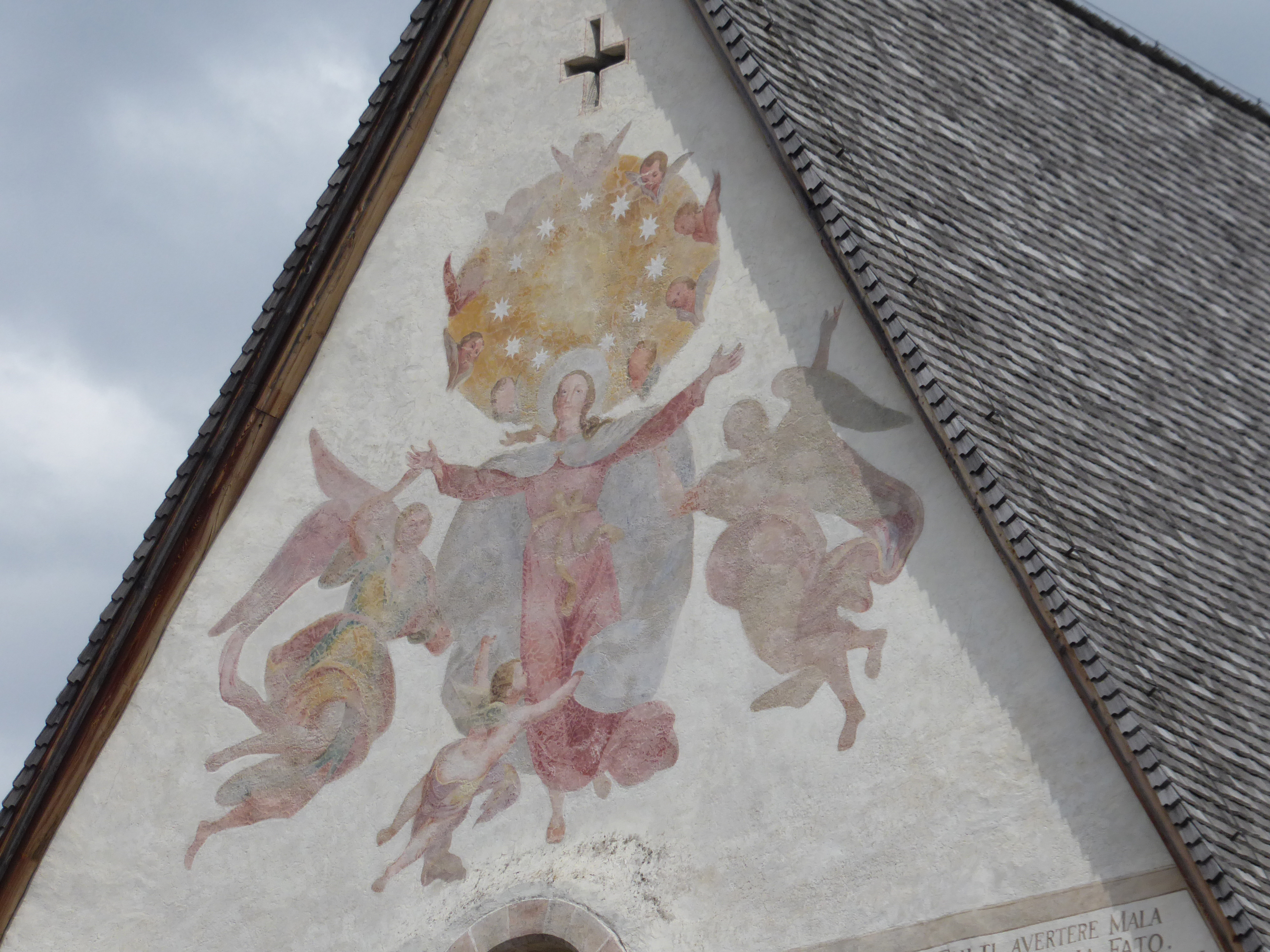
Affresco dell'Assunta del 1814 sul timpano della Pieve di Cavalese

Nel 1814 don Antonio Longo dipinse il grande affresco dell'Assunta che si trova alla sommità della facciata e che reca questa iscrizione: OB VALLEM TOT PERICULIS PRESERVATAM ET A BAVARORUM ET GALLORUM DOMINATU LIBERATAM / SUA ET PIORUM VOTA ERGA GLORIOISS. PATRONAM ET ADVOCATAM LUBENS MERITO PENICILLO SOLVIT / PR. ANTONIUS DE LONGIS ACCAD. ROMAE MDCCCXIV.
Le venti pietre tombali furono poste nel 1776 per ospitare le spoglie di personaggi illustri di Fiemme. Ai lati del portale vi sono due memorie funebri: a sinistra quella del fondatore dell'ospitale di Tesero, ora Casa di riposo, il notaio Gian Giacomo Giovanelli (1665-1730) eseguita da Camillo Bernardi nel 1908; a destra quella dell'arciprete di Fiemme don Giovanni Francesco Riccabona eseguita nel 1809 da don Antonio Longo.

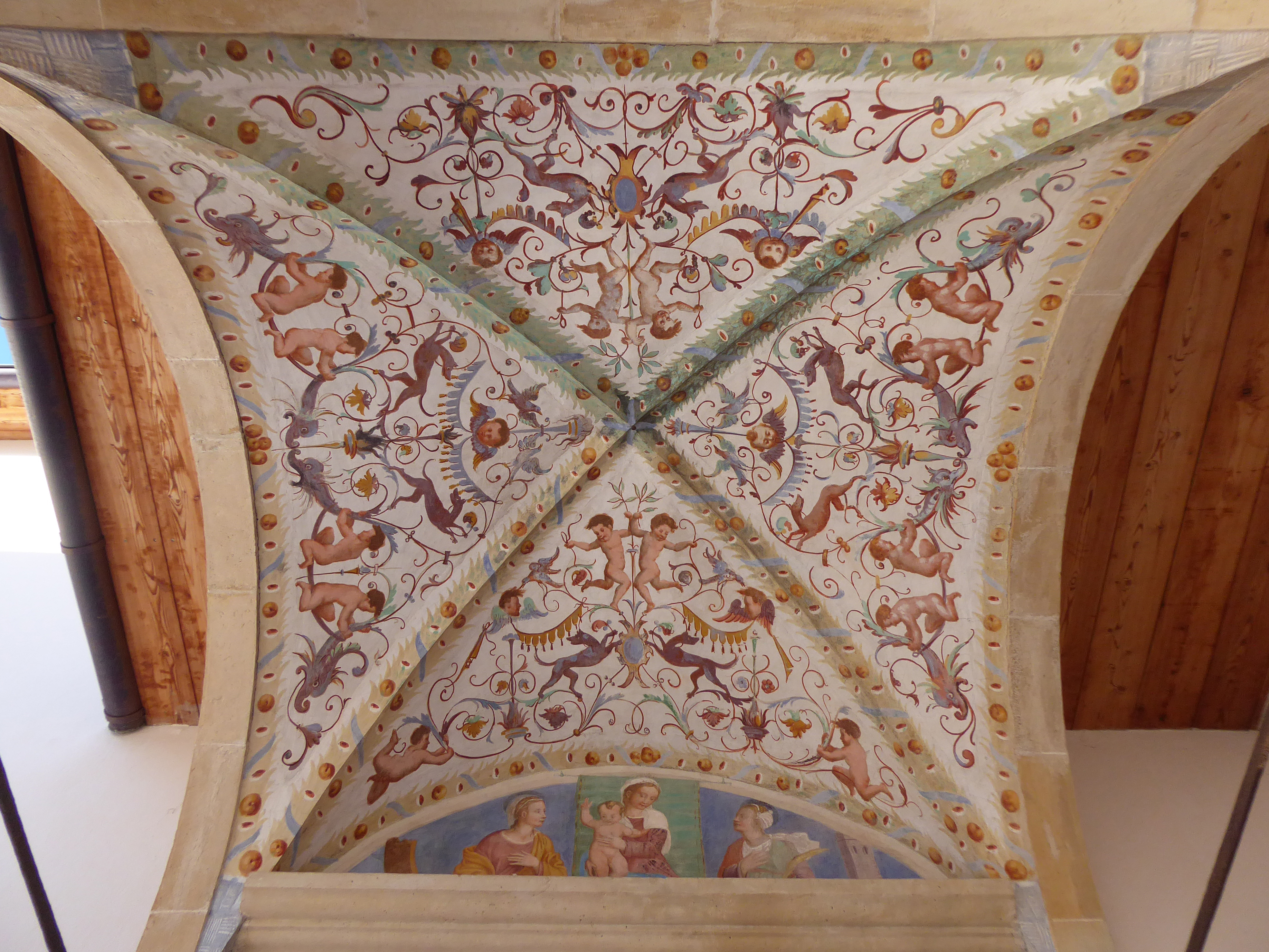
Affreschi cinquecenteschi del protiro della Pieve di Cavalese

A metà della navata di destra si trova l'ingresso laterale, quello che una volta dava direttamente sul cimitero che circondava quasi tutta la chiesa, eccettuato il lato settentrionale. Questo ingresso è protetto all'esterno da un grazioso protiro dell'inizio Cinquecento, la cui volta a quattro vele è decorata da grottesche, mentre nella lunetta sopra la porta si trova una delicata raffigurazione della Madonna col Bambino tra Santa Caterina d'Alessandria e Santa Barbara, opera di un pittore della cerchia di Marcello Fogolino che nel 1540 era intento alle decorazioni pittoriche del Palazzo Vescovile a Cavalese, ora sede della Magnifica Comunità di Fiemme. 

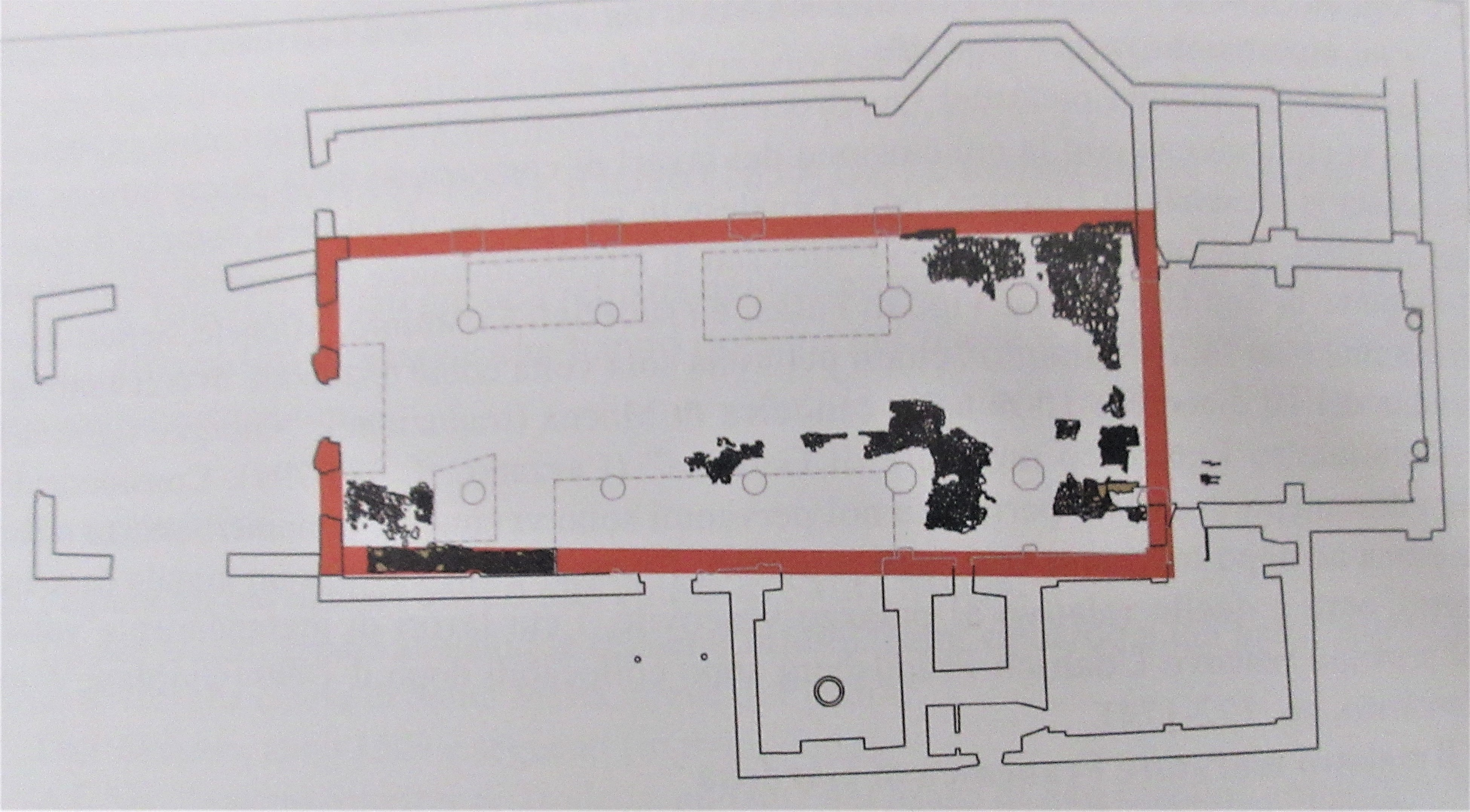
pianta della pieve nel secolo XII

La struttura dell'edificio che oggi possiamo ammirare è il risultato di molteplici aggiunte susseguitesi nel corso dei secoli. Tra la primavera del 2005 e l'estate del 2006 è stata condotta una campagna di scavi all'interno della chiesa, durante la quale sono state rinvenute le fondazioni dell'edificio romanico preesistente: è emerso che la chiesa originaria, orientata come tutte le chiese antiche da est ad ovest, era costituita da un'unica aula partita in tre navate. Essa era priva dell'abside, che venne aggiunta nel corso del XV secolo, mentre nei secoli XVI e XVII vennero aggiunte e modificate le cappelle laterali: quella Firmian, eretta all'inizio del XVI secolo per volontà del capitano vescovile Vigilio Firmian; quella del Rosario, eretta poco dopo come dedicata a Santa Maria. Ambedue sembrerebbero inizialmente originate da un progetto non completato, che prevedeva la presenza di un transetto. Sulla parete esterna nel lato settentrionale della chiesa c'è un grande affresco con San Cristoforo che fu dipinto nell'ultimo quarto del secolo XV, opera di un pittore della cerchia di Leonardo di Bressanone. La parte inferiore dell'affresco fu occultata nel secondo Cinquecento quando fu costruita la sacrestia.

### Il campanile

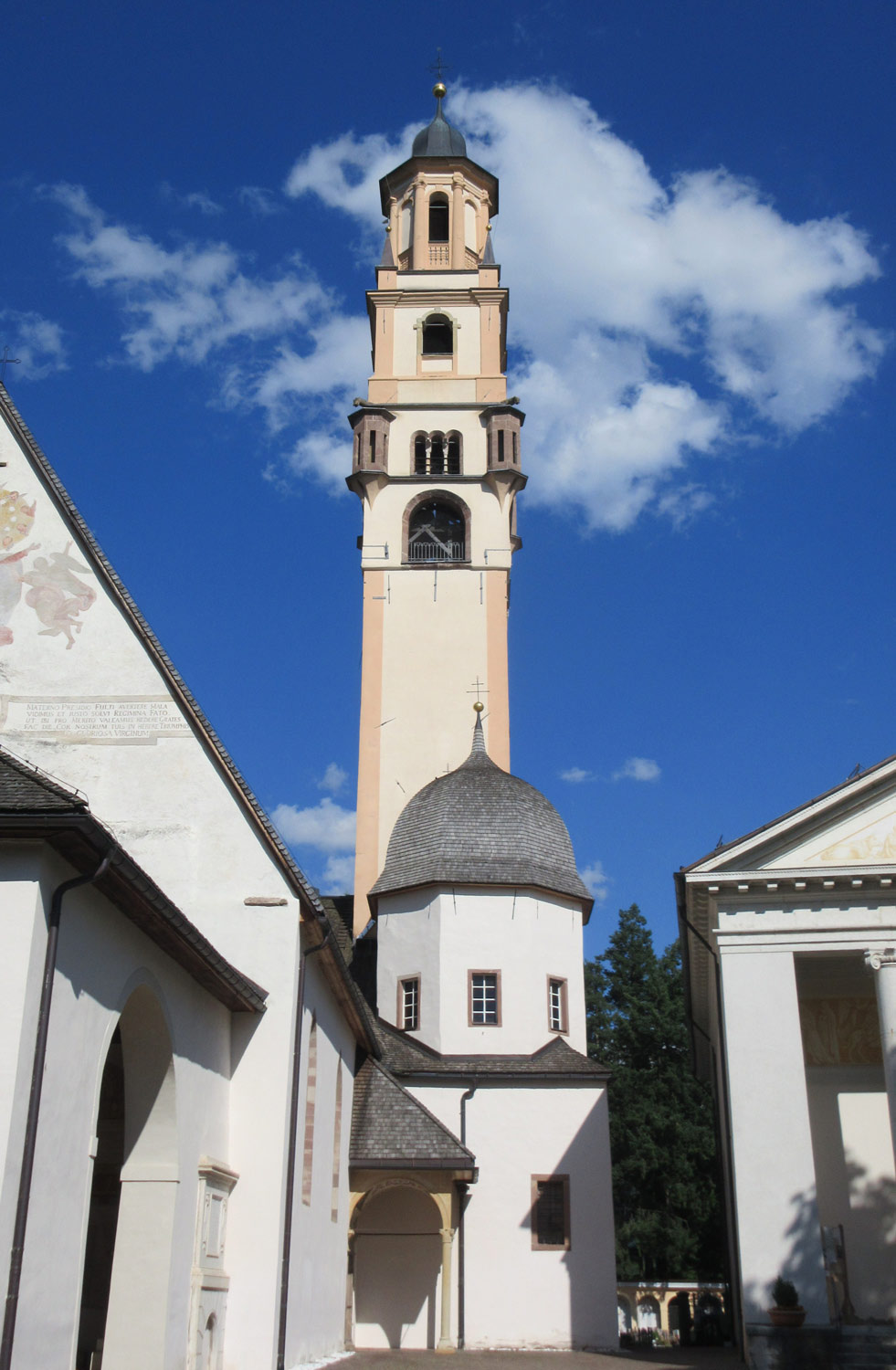
Campanile e cappella del Carmine

Intorno alla metà del Duecento la chiesa aveva un campanile di modeste dimensioni con la sola parte inferiore in muratura ed il resto in legno. Aveva almeno una campana che veniva suonata per la convocazione dell'assemblea comunitaria.
Il campanile attuale ha pianta quadrangolare posta a sud della chiesa, inserita tra le strutture della cappella della Madonna del Carmine e della sacrestia grande. Fusto liscio, profilato da fasce angolari diversamente tinteggiate e caratterizzato dalla presenza di numerose chiavi di catene. Cella campanaria inferiore, gotica, organizzata su due livelli ripartiti da cornici lapidee, illuminata da monofore e trifore aperte su ogni lato; il secondo livello è caratterizzato dalla presenza di quattro sporti angolari a sezione esagonale, in pietra a vista, forati da feritoie e sormontati da doccioni zoomorfi. Cella superiore, dovuta alla sopraelevazione barocca, illuminata da quattro monofore a centinatura rientrante e definita da lesene angolari sostenenti un cornicione modanato, oltre il quale si collocano quattro obelischi cimati da sfere. Sul tutto insiste un tamburo ottagonale, scandito da semicolonne angolari, tra le quali si dispongono dei balaustri a sezione quadrangolare e monofore alternativamente aperte e cieche. Copertura a campana ottagonale, cimata da sfera e croce. Il campanile quattrocentesco, con la parte bassa in muratura e quella superiore in legno, era crollato ben quattro volte durante il XVII secolo a causa delle saette (1597 - 1644 - 1673 - 1676).
Nel 1710, mantenendo come base la precedente struttura muraria, venne sopraelevato dall'impresa dei fratelli Miscolel di Cavalese fino all'attuale altezza di m 51, su progetto di don Giovanni Giuseppe Alberti. Il cupolino del campanile fu rivestito in rame solo nel 1746 ad opera di maestranze bolzanine, i cui nomi sono riportati in un'iscrizione incisa alla base della sfera apicale del campanile, che riporta anche la data di compimento dei lavori: "POZEN / DEN 14 IVLIVS 1746 / FAVI ANTONI RICCABANA TAMALLIGEN / KIRCE PRORST / GEMACT / IOSEFE RIEGER KVPFER SIMIL / VERGULT / IOHAN MICHAEL SHROT / GIRTLER".   Tuttavia la torre continuò a manifestare problemi di natura statica, risolti con interventi singolari e puntuali, ma mai risolutivi; ne fanno fede le numerosi chiavi posizionate nel 1838 ed ancor oggi visibili dall'esterno, nel tentativo di mantenere salda la connessione tra la base precedente e la sopraelevazione. Il campanile fu oggetto di consistenti restauri nel 1871 e nel 1909, anno in cui venne rifatta la copertura in rame.
I restauri del 2008 hanno messo in sicurezza il campanile con il riposizionamento delle campane all'interno di un nuovo castello dotandole di contrappeso per evitare le oscillazioni. 
Il campanile ha sei campane e ciascuna delle quali viene suonata in occasioni particolari: il campanone viene suonato all'elezione del nuovo scario, cioè della massima autorità della Comunità di Fiemme. 
Le campane vennero requisite dagli austriaci durante la guerra 1915-1918; il campanone dello scario, dal peso di 2380 chilogrammi, dovette essere rifuso per rottura nel 1924 dalla fonderia Luigi Colbacchini di Trento e riporta le medesime decorazioni che vi erano su quello precedente risalente all'anno 1611 che era stata fusa dal campanaro Ludovico Simonati di Trento: "Soli Deo honor et gloria. Anno Domini MDCXI. Carlo Madrucio, Sancte Romane Ecclesie Cardinale Episcopo ac Principe gubernante, Stephano De Grossis Iudicariensi Plebano ac Pietro Zeno de Tesido Scario campana haec instaurat fuit."
Le nuove campane vennero benedette il 16 ottobre 1932.
Il concerto delle nuove campane è il seguente:
- la Grana, tono DO - dal peso di Kg 2.380 e diametro alla base cm 158
- la Seconda, tono RE - dal peso di Kg 1.630 e diametro alla base cm 136
- la Terza, tono MI - dal peso di Kg 1.215 e diametro alla base cm 125
- la Quarta, tono FA - dal peso di Kg 909 e diametro alla base cm 113
- la Quinta, tono SOL - dal peso di Kg 650 e diametro alla base cm 101
- la Sesta, tono DO - dal peso di Kg 258 e diametro alla base cm 79  [12]

### Interni
L'interno è a quattro navate, di cui le tre gotiche, costituenti il nucleo più antico, a sei campate, ripartite da colonne e semicolonne in pietra a vista; le quattro colonne più vicine al presbiterio hanno una forma ottagonale che ricorda la Resurrezione di Cristo (die octavo).
La quarta navata, aggiunta a nord in epoca barocca, è raccordata a quella vicina da arcate a pieno centro e ha le ultime due campate occupate dal corpo poligonale della cappella del Rosario. Sulla quarta campata della navata destra si affaccia la cappella Firmian, inquadrata da un'arcata centinata profilata in marmo nero. Subito dopo c'è la piccola porta del campanile. Degne di menzione sono le originali soluzioni strutturali delle volte della navate laterali, spezzate in chiave ed unite da un concio a ponte.

#### Il presbiterio

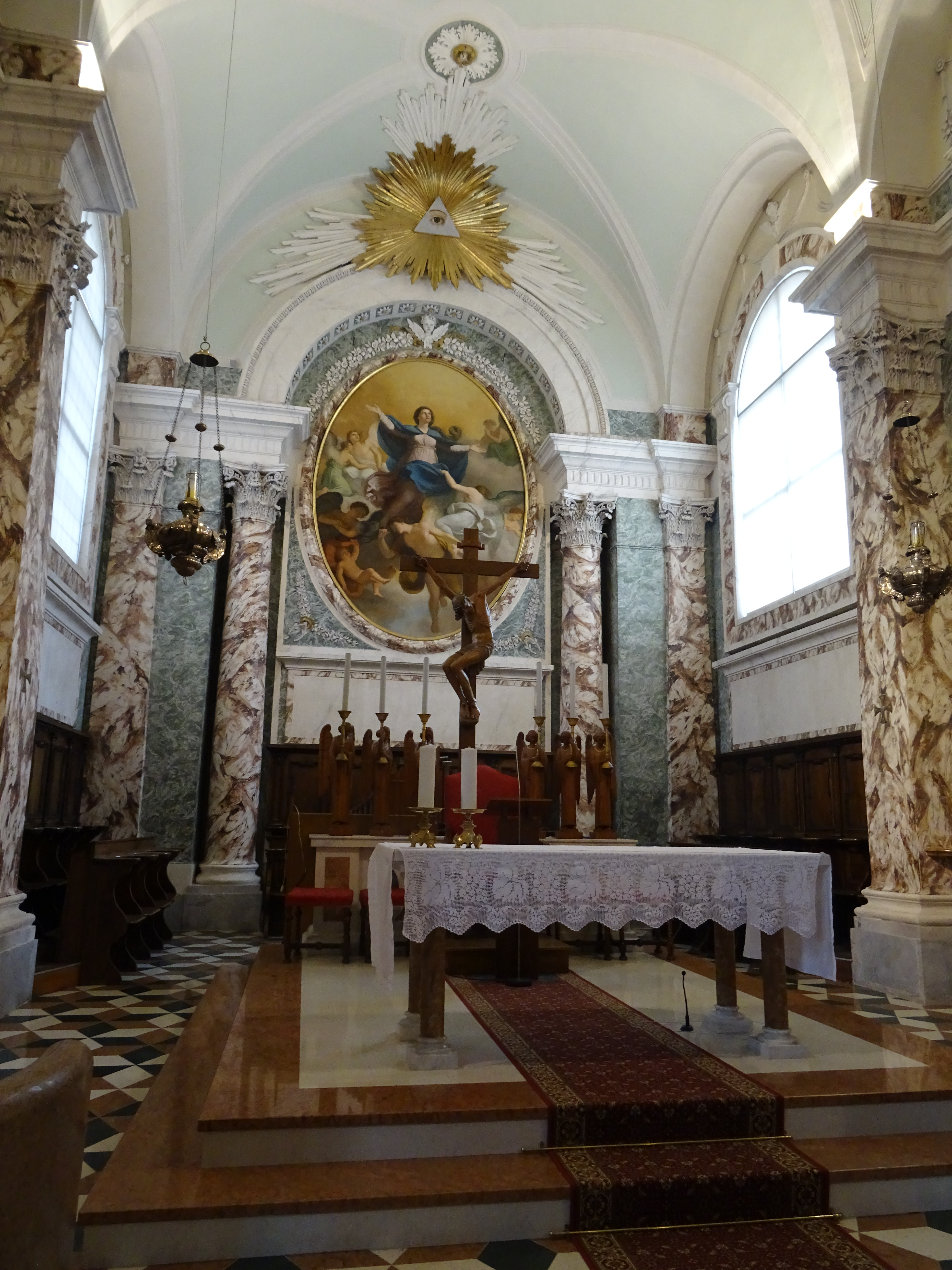
Abside della Chiesa parrocchiale di Cavalese Santa Maria Assunta

L'arco santo a sesto acuto introduce al presbiterio rettangolare rialzato su due gradini, ripartito in due campate da coppie di pilastri e paraste a capitello corinzio, intonacati e dipinti a finto marmo. Gli scavi archeologici hanno messo alla luce l'antica abside pentagonale che in profondità misurava poco più della metà dell'attuale ed i resti del sepolcro in cui venivano sepolti i parroci della pieve fino a don Giovanni Francesco Riccabona (1770-1801) che vi fu sepolto il 10 agosto 1801. Sulla parete di fondo due colonne corinzie sorreggono un'arcata a pieno centro che inquadra l'ovale della pala dell'altare maggiore con l'Assunta dipinta da Giuseppe Utenperger, figlio di Cristoforo Utenperger, a Roma nel 1812 su un bozzetto del padre Cristoforo. Particolarmente invasivo fu l'intervento di ristrutturazione del presbiterio agli inizi dell'Ottocento, che comportò l'atterramento dell'abside gotica per far posto ad un ampliato presbiterio neoclassico, progettato dal pittore fiemmese Cristoforo Unterperger tra il 1796 e il 1797 e realizzato tra il 1804 e il 1806. Stando ad una lettera inviata da don Antonio Longo all'amico architetto Ambrogio Rosmini nel 1806, i costi del cantiere eccedettero quelli del preventivo, tanto da costringere la fabbriceria a modificare il progetto dell'altare maggiore, previsto in marmo, che per economia fu realizzato in stucco dalle stesse maestranze comasche responsabili della decorazione del presbiterio. La tela con l'Assunta fu posta sull'altare maggiore nel 1813.
Contestualmente a tale intervento, o in epoca immediatamente successiva, venne ampliata la sacrestia grande, posta a sud. Parte dell'arredo fu acquistato dalla chiesa del soppresso convento di San Marco a Trento, mentre l'altare attuale è una rimanenza di quello realizzato dopo il voto comunitario del 1944. Sull'altare è posto un crocifisso ligneo scolpito da Cirillo Dell'Antonio di Moena nel 1950 e sei angeli porta-cero scolpiti dagli allievi del prof. Dell'Antonio nel 1956. Sulla parete di sinistra una tela di Giuseppe Unterperger del 1829, molto rovinata, raffigura Cristo luce del mondo tra i quattro evangelisti mentre sulla parete di destra vi è un'Ultima cena di don Giovanni Giuseppe Alberti. 
All'interno dell'arco santo i lavori di restauro hanno portato alla luce un affresco dell'inizio Quattrocento che raffigura la Parabola delle dieci vergini: cinque vergini sagge con le lampade accese a sinistra e cinque vergini stolte con le lampade spente a destra.
Un primo intervento di adeguamento liturgico dell'area presbiterale fu attuato nel corso della campagna di restauro del 1972-1973. Al centro del presbiterio storico, su una predella rialzata su due gradini, è stata collocata una mensa verso il popolo in pietra che reimpiega come gambe quattro colonnine di risulta, già appartenenti a un oggetto liturgico non identificato. La custodia eucaristica si trova fuori dall'area presbiterale, nel tabernacolo storico dell'altare della Cappella del Rosario. L'intervento di adeguamento liturgico è stato completato con l'inserimento di arredi mobili impiegati come poli liturgici. Una poltrona del XIX secolo, con struttura lignea e seduta e schienale imbottiti posta sulla medesima predella dell'altare, è impiegata come sede. Presso l'arco santo, a sinistra, è stato recentemente introdotto un ambone di nuova realizzazione, in granito, con parapetto a tre lati abbellito frontalmente da un bassorilievo con Gesù Cristo buon pastore.

#### Affreschi del soffitto

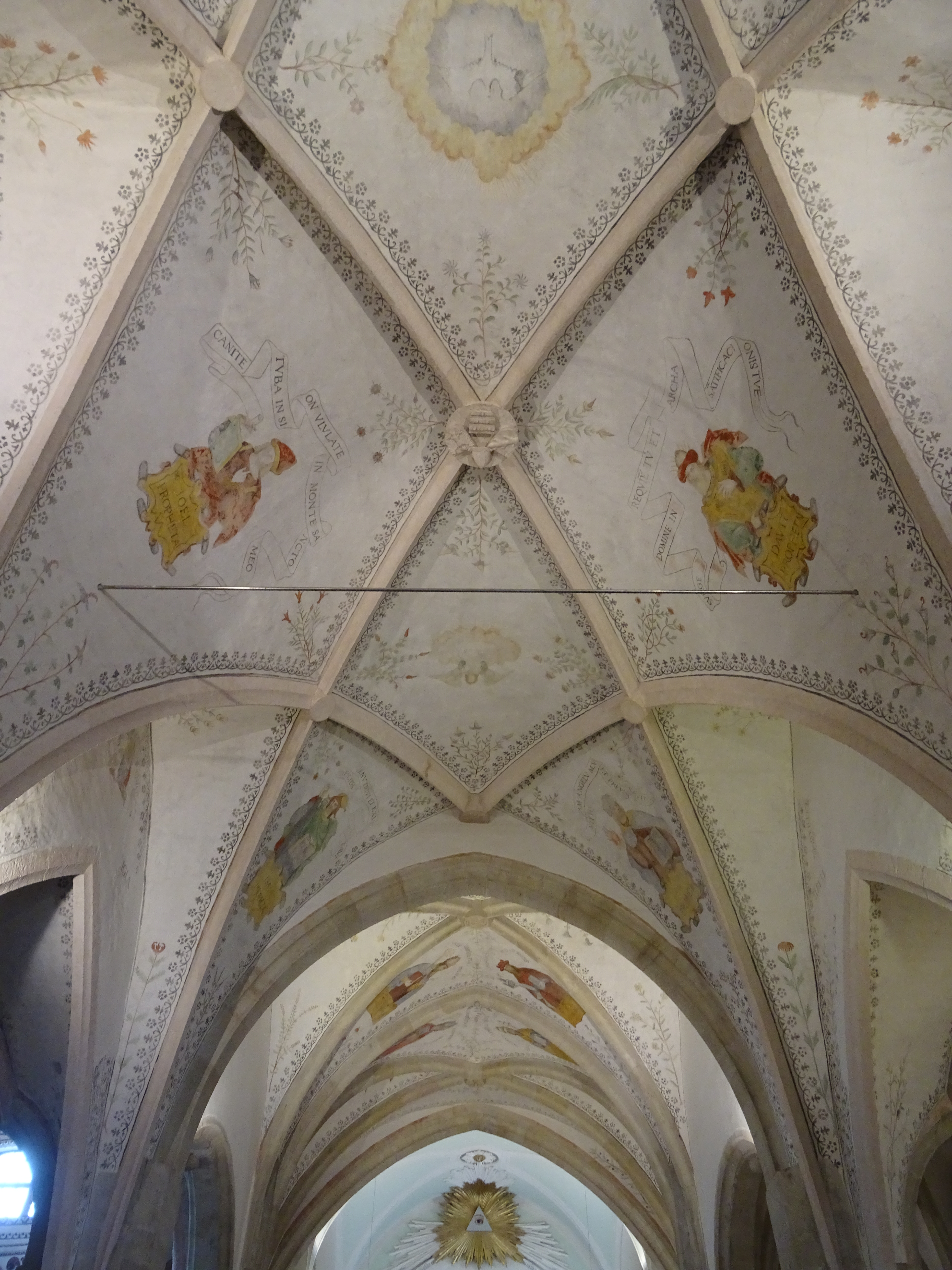
La volta della navata principale

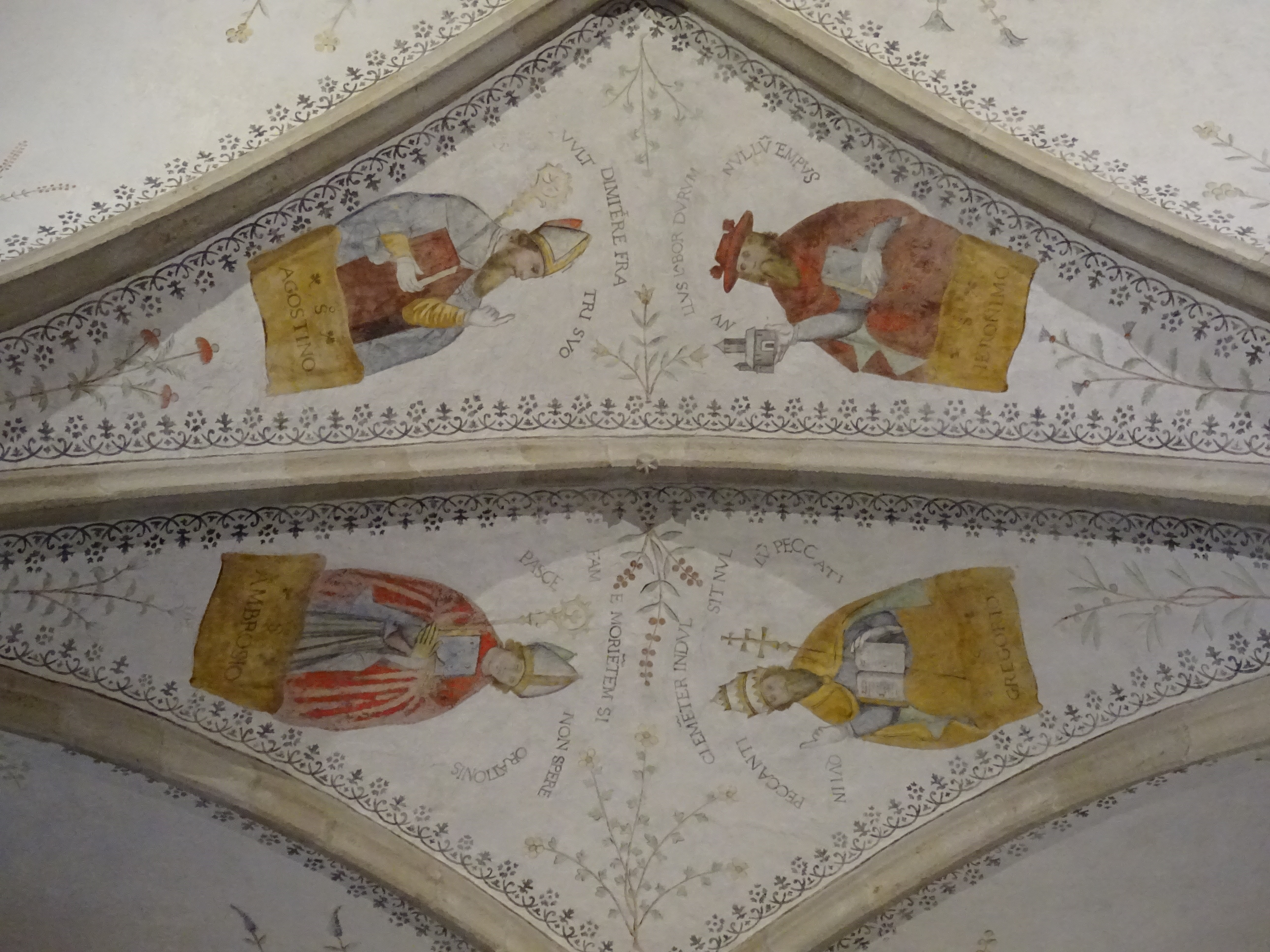
I quattro Padri della Chiesa sulla volta

I restauri hanno portato alla luce degli affreschi di cui si era persa la memoria. Le prime quattro campate della navata centrale sono decorate on figure di otto sibille e di dieci profeti. A sinistra i profeti Abacuc, Geremia, Osea, Gioele e Isaia con le sibille Cumana, Chimica, Delfica e Frigia, a destra i profeti Samuele, Amos, Baruch, Davide e Malachia e le sibille Tiburtina, Libica, Persica ed Europa. I profeti hanno un cartiglio che reca una loro profezia sulla venuta del Salvatore. Sopra la porta d'ingresso un affresco riporta l'annuncio ai pastori della nascita di Cristo ed un angelo reca un cartiglio con scritto.  Gloria in excelsis Deo et in te[r]ra pax hominibus. (Gloria a Dio nell'alto dei cieli e pace in terra agli uomini). Tutti i riquadri sono ornati da racemi con fiori, foglie e rami fioriti per dare l'illusione di un giardino paradisiaco. Il ciclo figurativo della navata centrale si conclude sulla vela tra la quinta e la sesta campata con le immagini dei Padri della Chiesa: Sant'Ambrogio, Sant'Agostino, San Gregorio Magno e San Girolamo. 
Sulla volta della seconda campata si apre un foro nel soffitto chiamato l'oculo dell'Ascensione perché fino al 1749 nel giorno dell'Ascensione si assisteva ad uno spettacolo teatrale: una statua del Salvatore veniva issata dal pavimento e fatta scomparire nel soffitto. Seguono gli affreschi con l'immagine dello Spirito Santo e del Cristo in veste di angelo. 
Sulle pareti della sesta campata vi sono affrescati due stemmi: a destra quello del cardinale Cristoforo Madruzzo, principe vescovo di Trento (1539-1567) e amministratore apostolico del Principato vescovile di Bressanone (1542-1578); a sinistra quello dell'imperatore Ferdinando I d'Asburgo (1556-1564). 
Gli affreschi del soffitto della navata centrale e delle navate laterali sono stati dipinti nel periodo in cui si svolgeva il Concilio di Trento (1545-1563).
Sulla volta in posizione centrale ci sono gli stemmi scolpiti in pietra e sormontati da una mitra vescovile dei principi vescovi Alessandro di Masovia (1423-1444), Giorgio Hack (1446-1465) e Giorgio Neideck (1505-1514). 
Al termine della navata di sinistra fino al Settecento c'era un altare dedicato ai Santi Stefano e Silvestro che sono rappresentati dagli affreschi del 1475 posti al termine della navata: Santo Stefano è riconoscibile con le pietre in una mano e nell'altra la palma del martirio, San Silvestro è con il triregno e in abiti pontificali a cui fu aggiunto San Lorenzo con la graticola. Sulla parete una tela del sec. XVI con i Quattordici Santi Ausiliatori (tra essi le Sante Barbara, Caterina d'Alessandria, Margherita di Antiochia; i Santi Biagio, Cristoforo, Giorgio, Vito) databile al secondo Seicento che era la pala dell'altare dei Firmian spostato nel 1670 nella quarta navata e poi eliminato nel 1871.

#### Cappella del Rosario

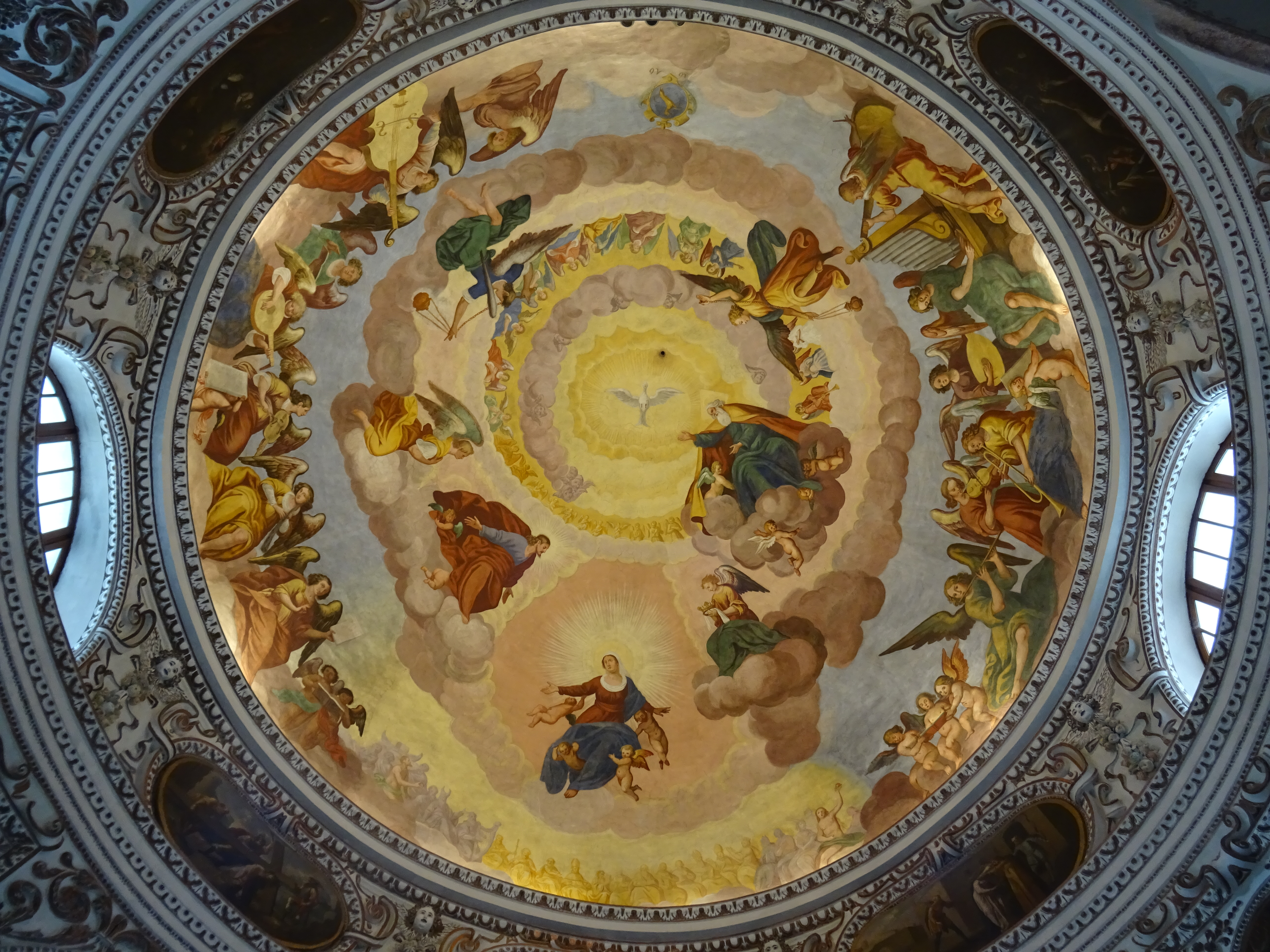
Cupola della cappella del Rosario

Dove ora si trova la cappella del Rosario c'era una nicchia in cui era posta la statua della Pietà detta Madonna della Misericordia. A fine Quattrocento fu istituita la Confraternita di Santa Maria a cura della quale nel 1520 fu costruita una cappella dedicata a Santa Maria a pianta pentagonale con la statua della Pietà sull'altare.
Nel 1587 tale confraternita cambiò nome e assunse quello di Confraternita del Santissimo Rosario a cui da allora in poi fu dedicata la cappella. Ne fa fede il grande affresco venuto alla luce nel marzo 2010 che era celato da una tela raffigurante la Battaglia di Lepanto donata dalla famiglia Firmian e dipinta da Giovanni Francesco Furlanell.
La cappella del Rosario nel 1646-1647 venne innalzata, ricoperta con una cupola e decorata con affreschi raffiguranti i misteri del rosario dentro cornici di stucco per iniziativa dell'arciprete Giovanni Giacomo Calavino. . Nella cupola è raffigurata una luminosa Vergine Assunta in cielo accolta dal gruppo della Santissima Trinità e da uno stuolo di angeli già attribuita al pittore Francesco Furlanell, ma ora assegnata sia al pittore bresciano Carlo Pozzi sia a quello di Elia Naurizio per l'affinità di stile riscontrata con le pitture eseguite nel 1629 nel Castello di Thun.. La parte superiore dell'altare di questa cappella e i baluastri, lavoro del 1715 di Cristoforo Benedetti junior, in precedenza formavano l'altare maggiore ed erano stati acquistati nel 1813 dalla chiesa del soppresso convento di San Marco di Trento. Sull'altare il tabernacolo settecentesco che fino al 1951 era sull'altare maggiore. Ai lati dell'altare le statue lignee dipinte a finto marmo di San Pietro e San Paolo di Giovanni Pietro Zorzi scolpite nella metà del Settecento. La statua della Madonna posta a fianco è un lavoro del 1872 dello scultore Josef Schmid di Bolzano.
L'antica statua della Pietà venne spostata nella cripta della cappella funeraria Bertelli nel vicino cimitero; questa cappella venne abbattuta e nel 1830 venne costruito il santuario dell'Addolorata dove la Pietà trovò la sua sistemazione definitiva.

##### L'affresco della Vergine del Rosario

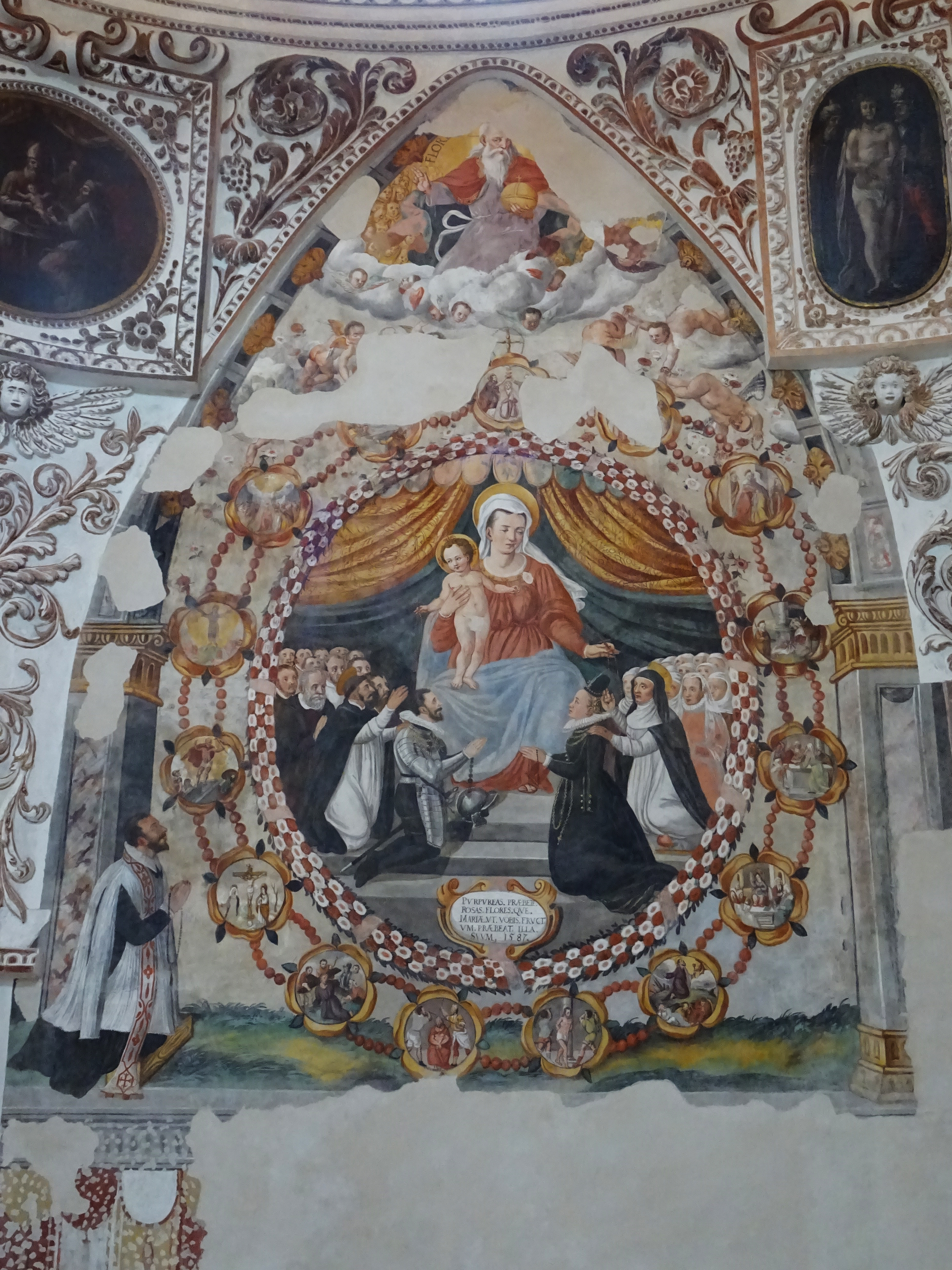
Affresco della Cappella del Rosario

L'affresco della Vergine del Rosario fu occultato per oltre tre secoli dalla secentesca Battaglia di Lepanto in omaggio alla Vergine delle Vittorie e del Rosario madrina di quell'evento storico ed è stato riscoperto il 20 marzo 2010. La Vergine è ripresa nell'atto di offrire il rosario a Santa Caterina con la mano sinistra mentre porge con l'altra la corona del rosario a San Domenico. Ambedue i santi in abito domenicano, con la tunica e lo scapolare bianchi, il mantello e la cappa nera, sono figurati nell'atto di presentare alla Vergine la coppia altolocata, con ampia gorgiera bianca, genuflessa in preghiera davanti alla Vergine. Caterina si distingue per le stimmate impresse sulle mani e gli attributi del libro e del cuore posti accanto alle ginocchia; Domenico si riconosce per la caratteristica tonsura. Alle spalle si affollano numerosi fedeli e i membri della Confraternita del Rosario. Nei medaglioni a forma di fiore, collegati da doppi fili di grani del rosario, si contemplano in ordine orario i quindici misteri gaudiosi, dolorosi e gloriosi della vita di Cristo. Si ipotizza che il personaggio in armi presentato da San Domenico alla Madonna sia Giorgio Guglielmo d'Arsio (Arsio 1545 - Revò 16920) capitano della Valle di Fiemme per il principe vescovo di Trento Ludovico Madruzzo e colui che nel 1588 prese parte in Belgio alla guerra anglo-spagnola per conto di Ferdinando conte del Tirolo e di Filippo II d'Asburgo. La nobildonna, ingioiellata e vestita sontuosamente alla moda spagnola, potrebbe corrispondere ad Anna Liechtenstein-Cornedo, sua promessa sposa o a una sorella. Il personaggio maschile con la barba canuta, dietro San Domenico, potrebbe essere il notaio Alessandro Giovanelli, vicario vescovile di Fiemme e collaboratore dell'Arsio, uno degli uomini cui si riconduce nel 1587 la rifondazione della Confraternita del Rosario nella chiesa pievana. A sinistra sul davanti risalta una figura di un religioso in preghiera. Si tratta probabilmente del ritratto di Pietro de Rubeis (Rossi) di Piano in Val del Sole, pievano di Fiemme in carica dal 1573 al 1587, anno in cui fa realizzato l'affresco.

#### La quarta navata
Subito dopo il 1606 a fianco della cappella del Rosario, in esecuzione delle disposizioni testamentarie di Bartolomeo Baldessari di Predazzo, venne costruita, a cura di quella nobile famiglia, una cappella che abbracciava due delle arcate che ora dividono la navata laterale sinistra e la navatella. Questa fu l'origine della quarta navata che però divenne tale nel corso del primo Settecento con l'abbattimento della Cappella Baldessari e col prolungamento fino all'attuale ingresso settentrionale. In una nicchia a metà navata c'è un Crocifisso ligneo che viene ascritto al Seifer intaiador citato in un documento del 1525; l'originale titulus crucis trilingue è stato smarrito nel 1972.

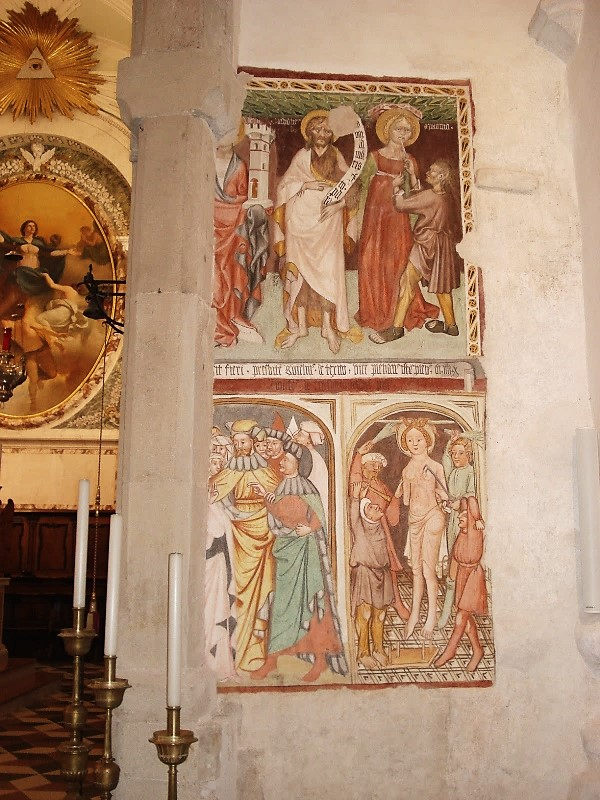
Affreschi medievali della navata destra della Pieve di Cavalese

#### Navata destra
Alla fine della navata destra c'è un affresco mutilato con la costruzione del nuovo presbiterio del 1420: nella fascia superiore sono raffigurati Santa Barbara, San Giovanni Battista e Santa Apollonia, mentre nella fascia inferiore è rappresentato il martirio di Santa Agata. Lungo la parete vediamo la tela di Francesco Sebaldo Unterperger con l'Assunzione della Vergine (1775 ca.) che era la pala dell'altare maggiore prima del rifacimento del presbiterio all'inizi dell'Ottocento; la tela seicentesca di Francesco Furlanell con "La battaglia di Lepanto" con al centro lo stemma dei Firmian e con Gesù Bambino che ha in mano un rosario con la croce dei cavalieri di Malta che si trovava nella Cappella del Rosario dove copriva l'affresco della Vergine del Rosario del 1587; la pala di San Valentino del 1735 ca. di Michelangelo Unterperger che fino al 1950 si trovava sull'altare ligneo al termine della navata laterale sinistra; la pala di Sant'Antonio abate di Francesco Sebaldo Unterperger del 1734 ca. che fino al 1950 si trovava al termine della navata destra; una tela con Dalida che taglia i capelli a Sansone; una tela con Giuditta che taglia la testa a Oloferne; una tela con  Vergine con Bambino e i Santi Silvestro, Barbara e Rocco.

#### Cappella Firmian o del Carmine

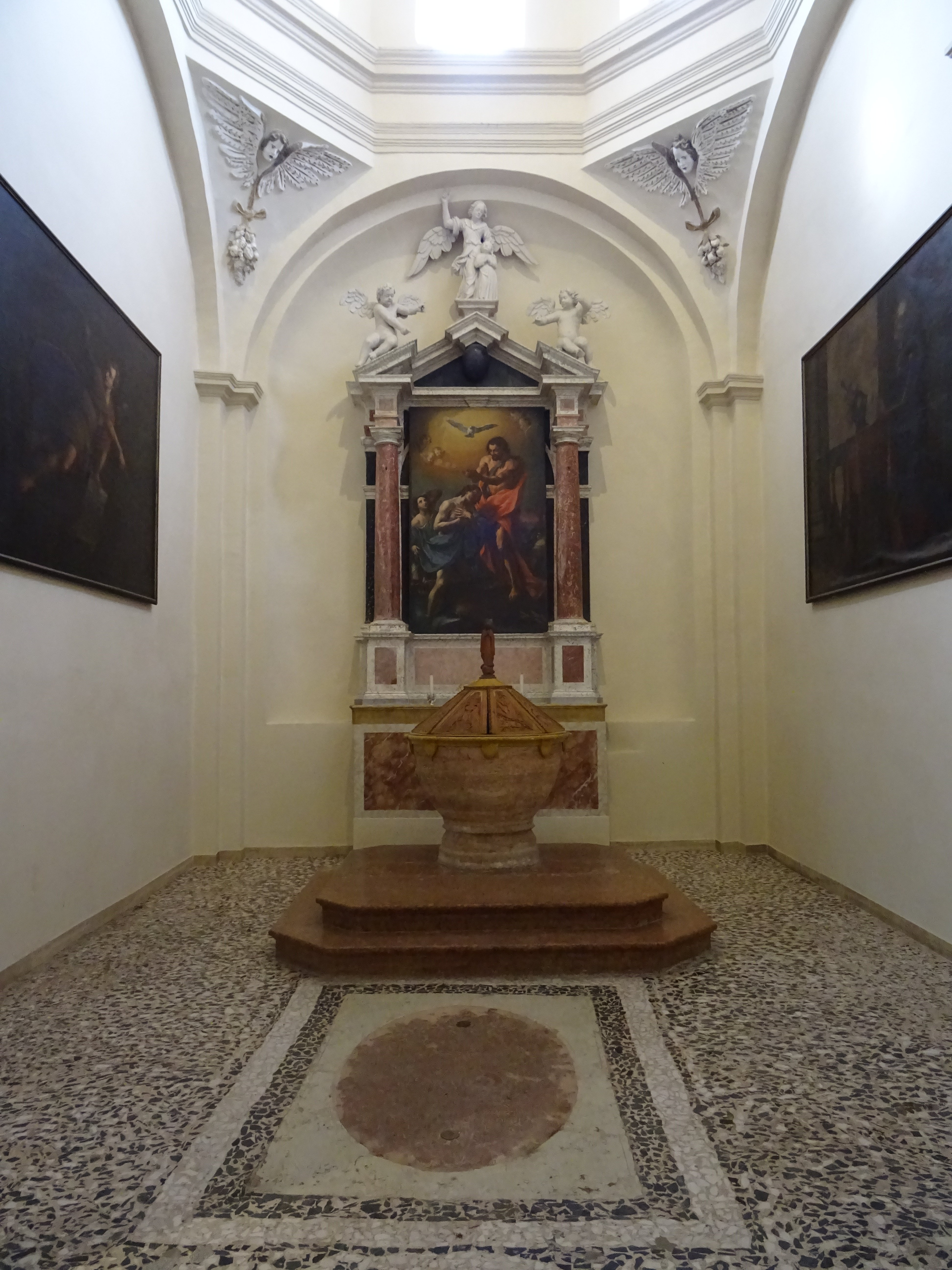
Cappella Firmina o del Carmine

Nel 1670 il barone Francesco Guglielmo Firmian fece interamente riedificare la cappella affacciata sulla navata sud, costruita dal suo avo Vigilio nel 1506. Sull'arco d'ingresso di colore nero, perché era una cappella funeraria, si trova lo stemma dei Firmian con la data 1670. Il sacello ristrutturato fu dedicato alla Madonna del Carmine. La decorazione degli stucchi e pittorica della cappella è ritenuta coeva alla ricostruzione. Sull'altare di stucco dipinto a finto marmo c'è la pala con il Battesimo di Cristo, che il Longo eseguì a Roma tra il 1783 e il 1784 per la parrocchiale di Cavalese, che era sulla parete laterale destra e che venne qui posizionata nel 1950. La pietra tombale sul pavimento è di Giorgio Firmian signore di Mezzocorona e di Castel Mèchel, capitano della valle di Fiemme (m. 1664); una tela posta a sinistra con un angelo in volo addita il sepolcro del barone Giorgio Firmian dipinta da G. Vanzo, mentre a destra si trova un ritratto in grandezza naturale dello stesso barone con l'armatura in ginocchio. 

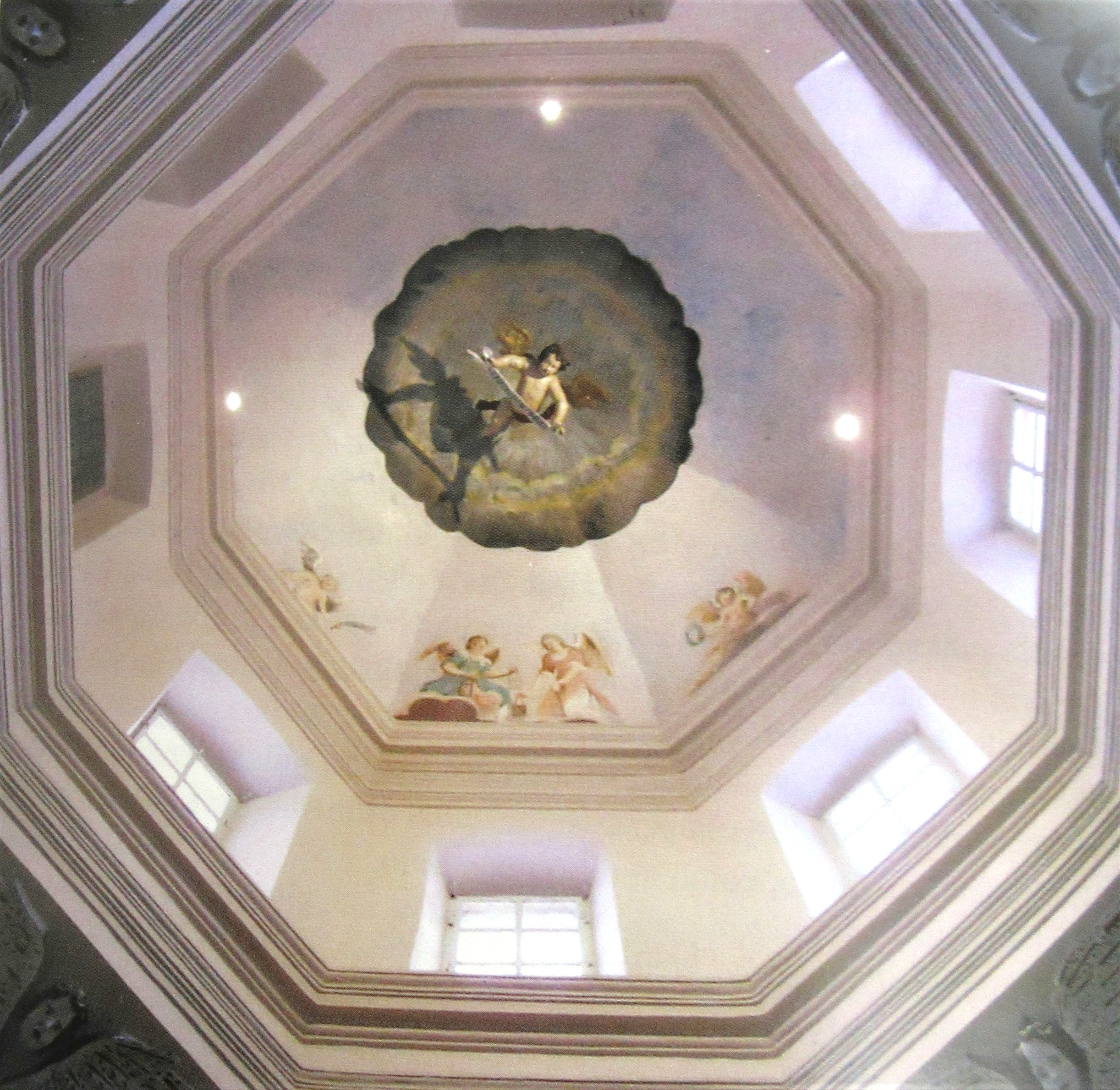
Tiburio della Cappella Firmian

All'interno del tiburio della cappella sono stati riportati alla luce gli affreschi della volta, il cielo azzurro e quattro angeli, di cui due con lo scapolare che contraddistingue la devozione alla Madonna del Carmine. L'antico fonte battesimale, posto a destra del portale d'ingresso, è stato spostato in questa cappella nel 1950 che divenne così il battistero. L'antico fonte battesimale è costituito da una vasca in porfido ed ha un coperchio ligneo scolpito nel 1951 da Cirillo Dell'Antonio che sostituisce il grande coperchio barocco con la statua di San Giovanni Battista.

#### L'organo

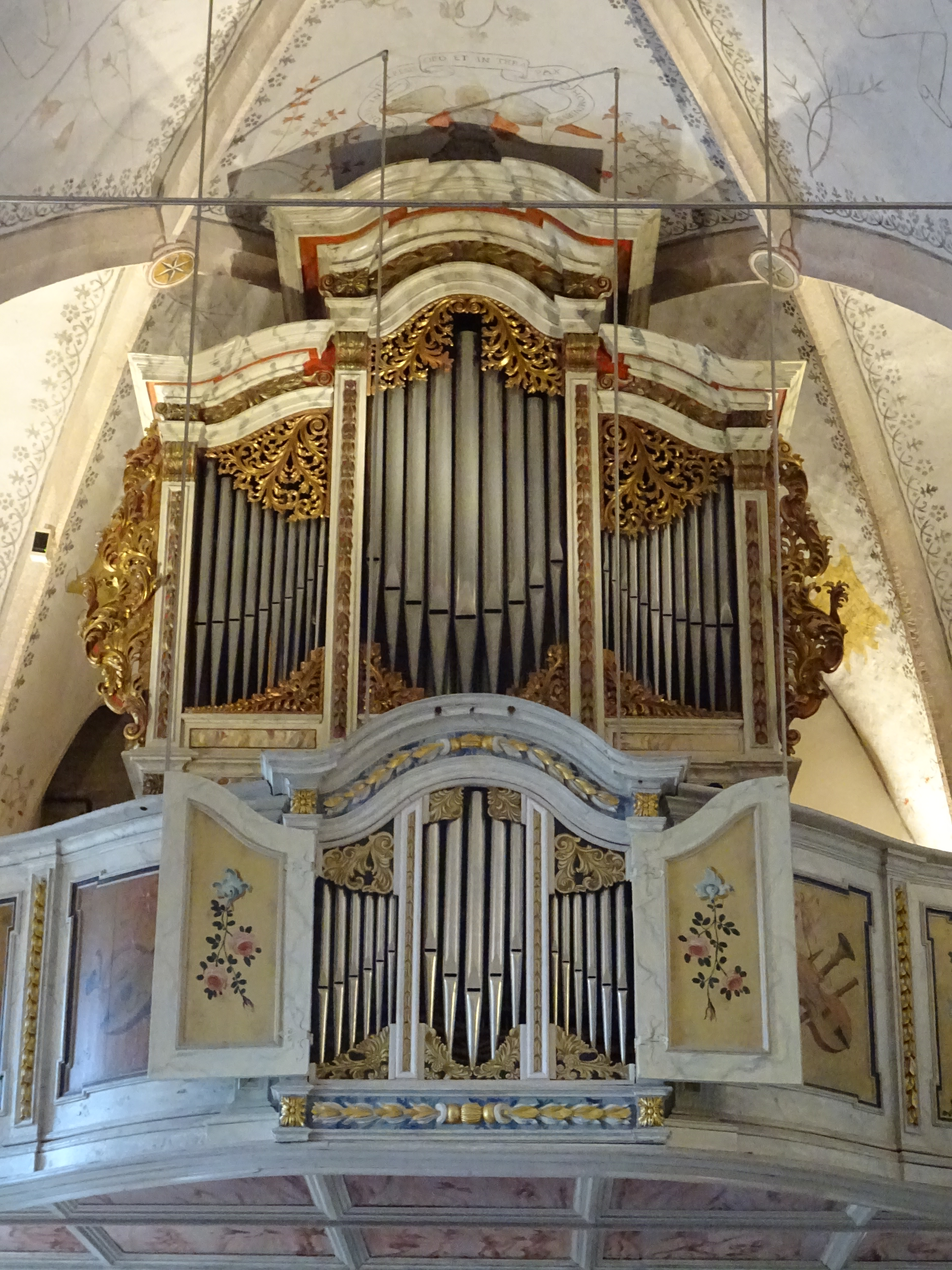
Organo della pieve dopo il restauro

Nel rendiconto d'amministrazione per l'anno 1592 si trova nominato per la prima volta l'organo, o meglio gli orgeni. Doveva essere stato acquistato o rimodernato da poco se nel 1606 si costruisce una protezione con chiusura a chiave per la tastiera in modo da impedire un uso non autorizzato. Si trattava di uno strumento di modeste dimensioni collocato probabilmente nella navata laterale destra a fianco della cappella Firmian. Nel 1731 ne venne assemblato uno nuovo da parte di Giuseppe Baldassarre Humpel (1701-1738) di Merano per la cui collocazione fu costruita l'attuale orchestra il cui accesso tramite scala di legno partiva dalla quarta navata. Nel corso di importanti lavori di restauro del 1871 l'orchestra venne ampliata ai lati e sul frontespizio dandole la forma attuale; inoltre fu costruito un accesso dall'esterno tramite una scala in pietra. Nel 1872 venne acquistato un nuovo organo, lavoro di Josef Sies di Bolzano, e il precedente organo antico fu spostato nella chiesa di San Sebastiano allora appena costruita. 
Nel 1912, dopo quarant'anni di servizio, previo accordo con la ditta Carlo Vezzi Bossi di Torino l'organo Sies venne smontato ed inviato a quella fabbrica da dove nell'autunno 1912 il nuovo organo ritornò rifatto e rinnovato.
Quest'ultimo nel 1975 fu venduto e il vecchio organo situato a San Sebastiano, dopo consistenti restauri, è stato nuovamente riportato nella pieve.
Il restauro degli anni 2008-2011 ha riportato alla luce i colori originali dell'organo e le pitture ad olio del 1771 sulle antine, sul frontale, sulle due colonne portanti e le teste degli angioletti sul soffitto, Il colore a finto marmo degli ampliamenti delle cantorie è del 1872 ca.